# Rolf Karlsson
Rolf Karlsson, född 1954, är en svensk före detta professionell ishockeyspelare (center). Han var med och tog upp Luleå HF till Elitserien 1984.